# Penium didymocarpum
Penium didymocarpum là một loài Song tinh tảo trong họ Desmidiaceae, thuộc chi Penium.